# Crematogaster perthensis
Crematogaster perthensis är en myrart som beskrevs av W. C. Crawley 1922. Crematogaster perthensis ingår i släktet Crematogaster och familjen myror. Inga underarter finns listade i Catalogue of Life.